# Jasper Johnson
Jasper Johnson (Hollandale, 21 maggio 1983 – 27 luglio 2021) è stato un cestista statunitense.